# Zophodia grossulariella
Zophodia grossulariella là một loài bướm đêm thuộc họ Pyralidae. Nó được tìm thấy ở châu Âu (up to Hà Lan và England) và Bắc Mỹ.
Sải cánh dài 25–36 mm. The moths are on wing từ tháng 4 đến tháng 5 tùy theo địa điểm.
Ấu trùng ăn Ribes uva-crispa.